# Поперечная, Евгения Сергеевна
Евгения Сергеевна Поперечная (10 января 2002 года, Кропоткин, Краснодарский край) — российская профессиональная баскетболистка. Мастер спорта России. Одна из первых чемпионок России по баскетболу 3x3.

## Карьера
Воспитанница московского МБА. Начинала взрослую карьеру в его второй команде. Затем Поперечная провела один сезон в женской Суперлиге за ивановскую «Энергию». В следующем чемпионате баскетболистка выступала за другие коллективы подэлитного дивизиона «Спартак» (Санкт-Петербург) и «Платов» (Новочеркасск). Осенью 2022 года Поперечная дебютировала в Премьер-Лиге в составе московского «Динамо».

### В баскетболе 3x3
В феврале 2019 года Евгения Поперечная в составе МБА одержала победу в первом розыгрыше женского чемпионата России по баскетболу 3x3. Ее партнерами по команде были Анастасия Бобрик, Екатерина Евдокимова и Анна Позднякова.
15 мая 2021 года Поперечная вместе с «Энергией» завоевала серебро на молодежном Первенстве России по баскетболу 3x3, финал которого прошел в ивановском Дворце игровых видов спорта. Вместе с ней за оранжево-черных в решающих поединках выступали Екатерина Кузнецова, Александра Чупрова и Влада Сафонова.

## Достижения

### Баскетбол 3×3
- Чемпионка России (1): 2019.
- Серебряный призер Первенства России (U-23) (1): 2021.

### Баскетбол
- Бронзовый призер Кубка Д.Я. Берлина (1): 2024[6].